# Маная Нуку
Маная Нуку (англ. Manaia Nuku) — новозеландська регбістка, олімпійська чемпіонка. 
Золоту олімпійську медаль та звання олімпійської чемпіонки Нуку виборола на Паризькій олімпіаді 2024 року
в складі збірної Нової Зеландії з регбі-7.